# Smack
Smack — клиентская библиотека XMPP, написанная на Java. Это свободное программное обеспечение, созданное Jive software (авторы Openfire) и выпущенное под лицензией Apache. Google Android использует Smack для реализации XMPP.